# 齐藤立
齐藤立（日语：／ Saito Tatsuru，2002年3月8日—），日本男子柔道运动员，2022年世界柔道锦标赛混合团体金牌得主和男子100公斤以上级银牌得主、2023年世界柔道锦标赛混合团体金牌得主。